# Ratusz w Oleszycach
Ratusz w Oleszycach – zabytkowa siedziba Urzędu Miasta i Gminy w Oleszycach, w województwie podkarpackim. Mieści się pośrodku Rynku.
Jest to budynek murowany, wzniesiony w 1727 roku. W XIX wieku został przebudowany. Został wybudowany na planie czworoboku i posiada dwie bramy oraz dziedziniec. Gmina Oleszyce otrzymała środki finansowe na modernizację ratusza z przeznaczeniem na celu publiczne w ramach Programu Rozwoju Obszarów Wiejskich oraz od Podkarpackiego Konserwatora Zabytków. W styczniu 2013 roku rozpoczęły się prace polegające na utwardzeniu placu wokół ratusza.

## Galeria

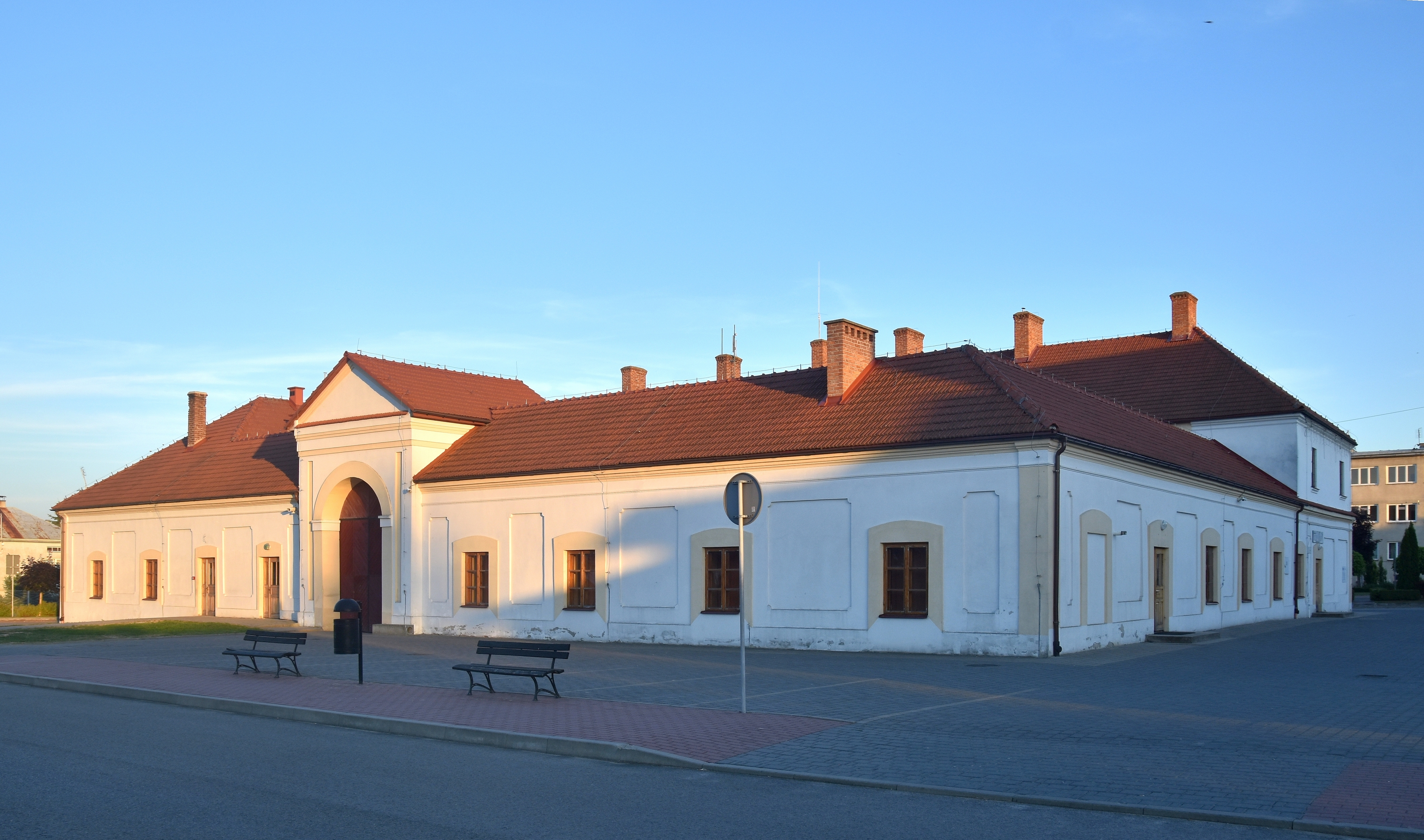
Elewacja tylna
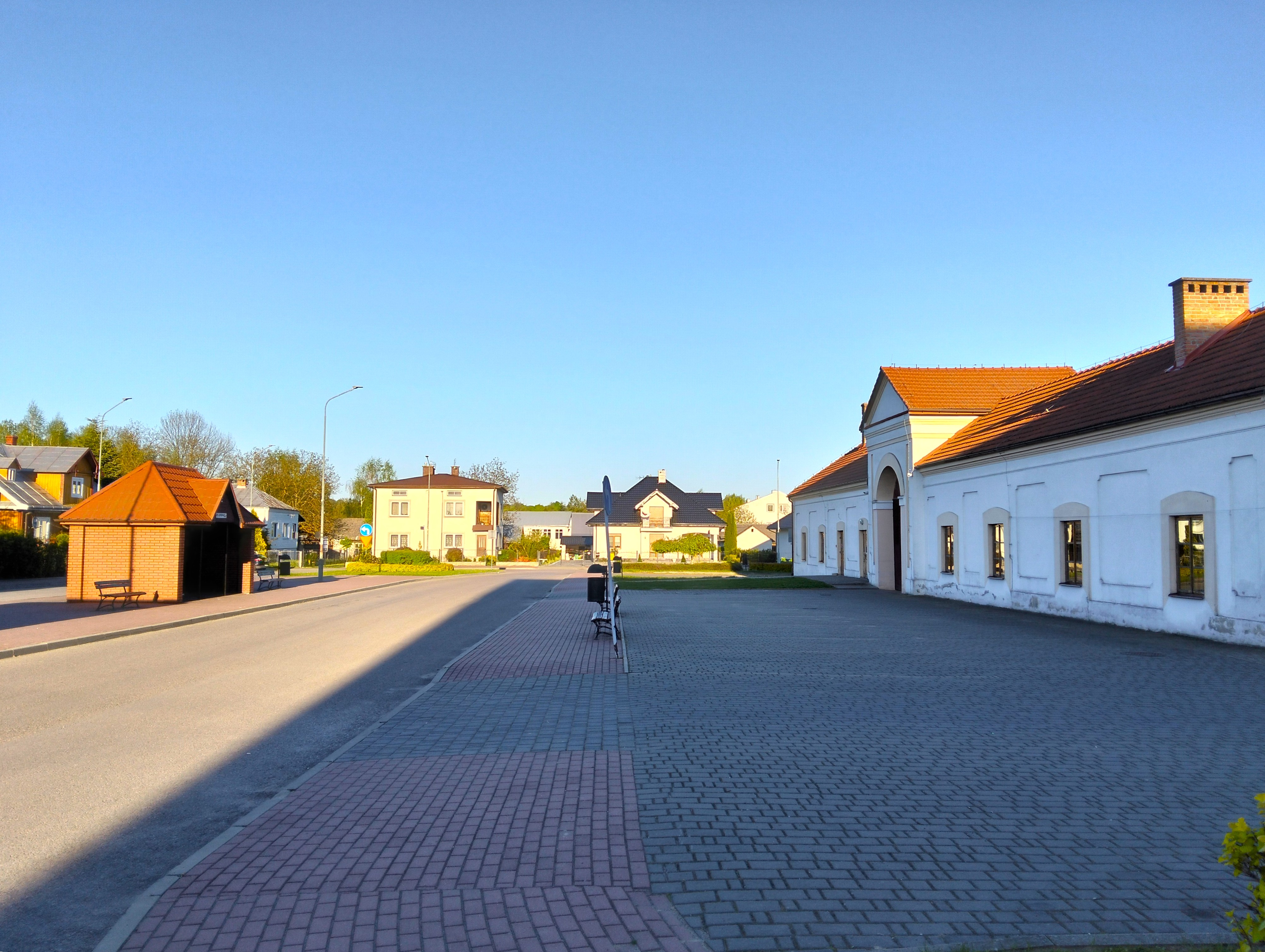
Ratusz i fragment Rynku